# 严庆堤
严庆堤（1915年—1993年），中国人民解放军将领、中国人民解放军开国少将。
曾任中国人民志愿军68军副政委兼济南军区公安军政委。1955年，授予中国人民解放军少将。